# Kom folkslag och raser
Kom folkslag och raser är en psalm med text skriven 1970 av Eva Nordberg-Hagberg och redigerad 1981 och 1993. Musiken är skriven 1970 av Bertil Wallin.

## Publicerad som
- Nr 806 i Psalmer i 90-talet under rubriken "Lovsång och tillbedjan".